# Station Rush & Lusk
Station Rush & Lusk  is een treinstation in  het Ierse graafschap Dublin. Het ligt aan de lijn Dublin - Belfast halverwege beide plaatsen; Rush en Lusk. Naar Dublin rijdt buiten de spits ieder uur ten minste een trein, in de spits ieder kwartier. In noordelijke richting rijden de meeste treinen tot Drogheda. In Dundalk is er een verbinding met Belfast.